# Alberto Barrera Zurita
Baruch Alberto Barrera Zurita (24 de agosto de 1973) es un expolítico mexicano con experiencia en los Poderes Legislativo y Ejecutivo educado en la Universidad de Harvard.
De 2003 a 2006 fue Diputado en la LIX Legislatura del Congreso de la Unión de México, integrante de las Comisiones de Transportes, Marina e Investigadora sobre los daños ocasionados por Petróleos Mexicanos. Su gestión como parlamentario se caracterizó por estar en constante contacto con la ciudadanía de su distrito y ser un interlocutor del Legislativo con las cámaras y organismos empresariales.
De 2008 a 2009 se desempeñó como Director General de Recursos Materiales en la Secretaría de Salud del Gobierno Federal, durante la Administración del Presidente Felipe Calderón.
De 2010 a 2016 fue Subsecretario de Desarrollo Económico en el Gobierno del Estado de Veracruz, donde tuvo a su cargo el fortalecimiento de los clústers industriales, portuarios y logísticos de la entidad, así como el mejoramiento de los índices de competitividad empresarial.
A partir del 2017 se ha dedicado a la Academia y al sector privado. Ha sido catedrático a nivel maestría y licenciatura de la Universidad Iberoamericana, la Universidad de Monterrey y la Universidad Anáhuac, entre otras. En esta última institución fue Director de Negocios Internacionales y Dean de la Escuela de Ingenierías en el Campus Querétaro.
De 2021 a la fecha se ha desempeñado como Director de Administración y Finanzas de la Cámara Nacional de Vivienda (CANADEVI).
Es Ingeniero Industrial egresado del Instituto Tecnológico y de Estudios Superiores de Monterrey y máster en Administración Pública por la Universidad de Harvard en Boston, Massachusetts.
- Datos: Q5662795